# Александер Гаркам
Александер Гаркам (17 листопада 1981, Грац) — австрійський футбольний арбітр. Арбітр у ФІФА та УЄФА з 2012 по 2019 рік. Він також судить матчі Бундесліги з 2009 року.

## Суддівська кар'єра
23 вересня 2009 року Гаркам провів свій перший матч у першому дивізіоні Австрії. Матч між ЛАСК Лінц та Аустрія Кернтен завершився з рахунком 3–1. У цьому матчі він показав п'ять жовтих карток, дві з яких одному і тому ж гравцеві Аустрія Кернтен. Три роки по тому, 12 липня 2012 року, арбітр відсудив свій перший матч у Лізі Європи УЄФА. У першому турі зустрічалися «Металург» Скоп'є та «Біркіркара» (0–0). У цьому матчі австрійський арбітр показав сім жовтих карток.
Судив матчі юнацького чемпіонату Європи (U-17) у 2014 році та Суперкубок Франції 2016 року.

## Міжнародні матчі
| Дата              | Місце                  | Збірні                | Результат | Турнир                                        | ЖК | YK · YK · RK | RK |
| ----------------- | ---------------------- | --------------------- | --------- | --------------------------------------------- | -- | ------------ | -- |
| 31 mei 2012       | Куфштайн, Австрія      | Вірменія — Греція     | 0 — 1     | Товариський                                   | 4  | 0            | 0  |
| 5 березня 2014    | Дьєр, Угорщина         | Угорщина — Фінляндія  | 1 — 2     | Товариський                                   | 2  | 0            | 0  |
| 31 травня 2014    | Гартберг, Австрія      | Іран — Ангола         | 1 — 1     | Товариський                                   | 4  | 0            | 0  |
| 18 листопада 2014 | Генуя, Італія          | Італія — Албанія      | 1 — 0     | Товариський                                   | 0  | 0            | 0  |
| 23 березня 2016   | Познань, Польща        | Польща — Сербія       | 1 — 0     | Товариський                                   | 0  | 0            | 0  |
| 29 травня 2016    | Гартберг, Австрія      | Албанія — Катар       | 3 — 1     | Товариський                                   | 1  | 0            | 0  |
| 6 червня 2017     | Грац, Австрія          | Україна — Мальта      | 0 — 1     | Товариський                                   | 2  | 0            | 0  |
| 14 листопада 2017 | Будапешт, Угорщина     | Угорщина — Коста-Рика | 1 — 0     | Товариський                                   | 2  | 0            | 0  |
| 1 червня 2018     | Санкт-Пельтен, Австрія | Австралія — Чехія     | 4 — 0     | Товариський                                   | 1  | 0            | 0  |
| 4 червня 2018     | Грац, Австрія          | Сербія — Чилі         | 0 — 1     | Товариський                                   | 3  | 0            | 0  |
| 8 вересня 2019    | Марусі, Греція         | Греція — Ліхтенштейн  | 1 — 1     | Чемпіонат Європи 2020 (кваліфікаційний раунд) | 3  | 0            | 0  |